# Tahnee
Tahnee (née en 1990) est une humoriste française, connue sous le nom de scène Tahnee, l'autre. Elle est également comédienne, improvisatrice et chroniqueuse dans divers médias.
Elle est lesbienne, afro-féministe et queer.

## Biographie
D'origine du Nord et antillaise, Tahnee grandit à Bernay, dans l’Eure en Normandie, et fait des études d'ingénieure. Arrivée à Paris en 2012, elle fait ses premiers pas sur scène avec la Ligue d'improvisation de Paris (LIP) (théâtre de Ménilmontant, Palais des Glaces, etc.) puis décide d’élargir son expérience de la scène. En 2017, elle se lance dans le stand-up et rencontre Shirley Souagnon qui la convainc de poursuivre dans cette discipline[réf. nécessaire].
En 2016, elle est l'une des organisatrices de la scène ouverte queer donnant la parole aux femmes et/ou personnes trans Self-Ish. Elle lance aussi le Comédie Love avec les humoristes Mahaut Drama et Lucie Carbone en 2018.
En 2017-2018, elle tient une rubrique « L'instant Tahnee » pour le magazine Manifesto XXI et intervient régulièrement dans l'émission radio Gouinement Lundi avec la chronique « Comédie Love ».
En 2019, son spectacle Tahnee, L’autre… Enfin ! est programmé à Paris à la Comédie des Trois-Bornes,.
Elle joue l'un des personnages récurrents dans la web-série Projet Pieuvre de Arthur Vautier et d’Arthur Vautier.
Elle présente avec la journaliste Nora Bouazzouni, la cérémonie des Out d’Or en 2019, organisée par l’Association des journalistes LGBT (AJL) puis en 2021 aux côtés de la journaliste Marie Labory.
France Ô la décrit comme « la relève de l’humour engagé ». Dans ses textes, Tahnee aborde effectivement les sujets tels que son coming-out, les cheveux afro, les questions de racisme et de lesbophobie dans la société actuelle.
Tahnee poursuit ses collaborations avec Shirley Souagnon, on la retrouve ainsi dans l'émission "Vivement Dimanche avec Michel Drucker" et sur France TV Slash "Autour de Shirley".
En 2020, elle apparaît dans l'émission SOIXANTE 2 sur Canal+ sur invitation de Kyan Khojandi, après avoir été repérée au Barbès Comedy Club.
Tahnee multiplie les apparitions en 2021, on la retrouve ainsi dans l'émission Montreux Paris Comedy Pop Up, dans les chroniques Piquantes ! sur la chaîne TEVA présentée par Nicole Ferroni. En plein confinement, elle participe également à la soirée "Clandestines" sur la chaîne Comédie+ aux côtés de Anne Roumanoff, d'Anne Roumanoff, Christelle Chollet, Lola Dubini, Chantal Ladesou.

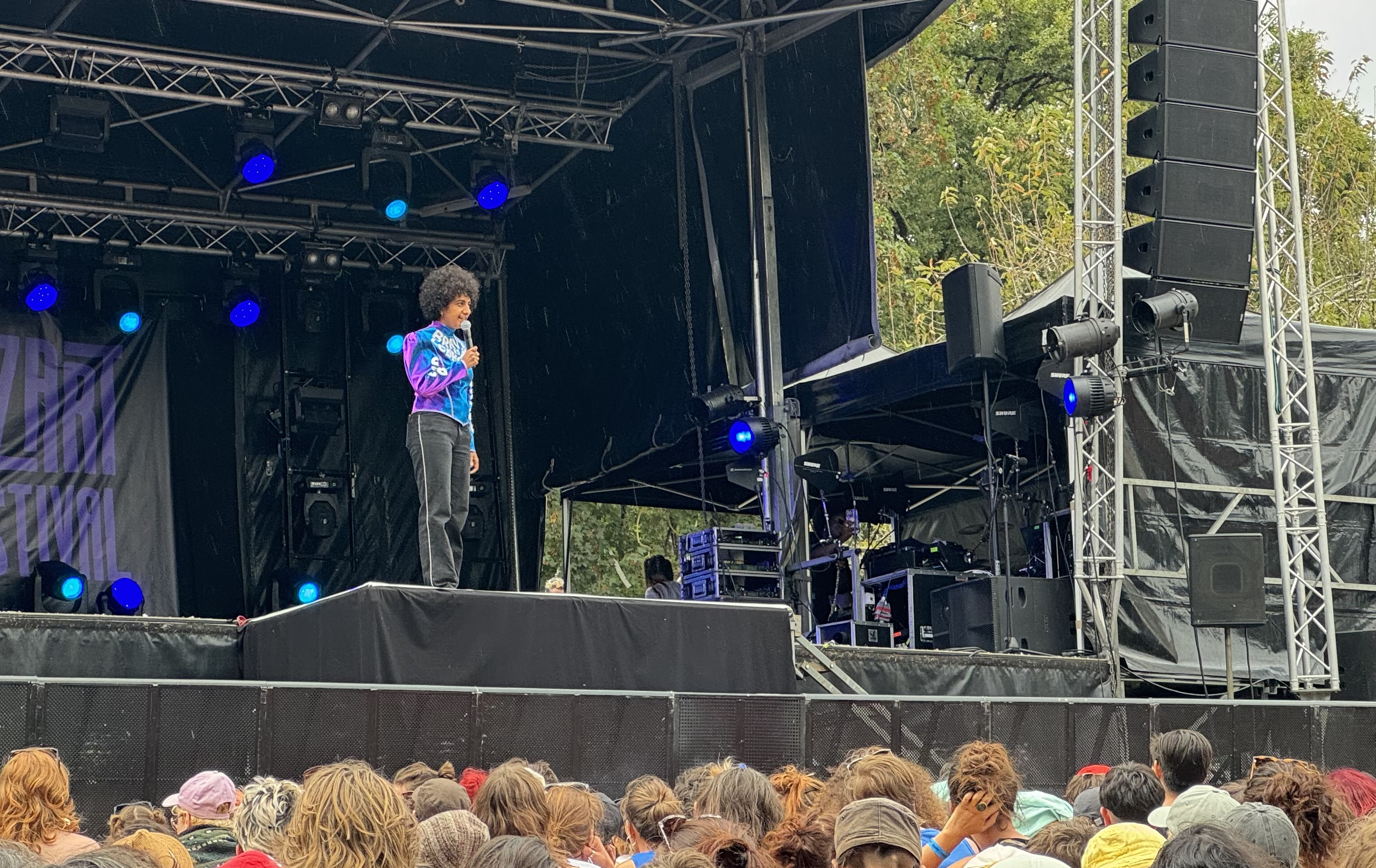
Tahnee durant le festival Lez'Art, à Vicq-sur-Gartempe, en août 2024.

Son clip Je n'suis plus hétéro accumule des milliers de vues sur les réseaux sociaux.
En 2021, elle poursuit les soirées Comedie Love avec Mahaut et Noam Sinseau sur la péniche de La Nouvelle Seine. Les soirées Comedie Love deviennent un rendez-vous culte, la scène de stand-up queer, féministe et solidaire où des dons sont faits à chaque édition à des associations (le Centre LGBT Paris-Île-de-France, SOS Féminité sans abri, Génération Cobayes, Gras Politique, Acceptess-T, etc.).
En 2022, elle joue son spectacle L'autre à La Nouvelle Seine .
En 2023, elle participe à de nombreux galas comme le Pride Comedy Show au Théatre de la Renaissance. On la retrouve en première partie de Laura Domenge, Donel Jacksman ou Tristan Lopin. Son spectacle poursuit son succès à Paris et en tournée dans toute la France.
On la retrouve en 2024 dans la saison 3 de l'émission Drag Race France en tant que jury aux côtés de Cristina Córdula pour les amis.
A la radio, Tahnee est chroniqueuse sur Mouv' en matinale dans l'émission "On est pas fatigué", et anime  "Laisse-moi Rire" un format, dans lequel elle reçoit de nombreux humoristes (Waly Dia, Swann Périssé, Alex Ramirès…).